# Bactrocera barringtoniae
Bactrocera barringtoniae
 es una especie de díptero que Tryon describió por primera vez en 1927. Bactrocera barringtoniae pertenece al género Bactrocera de la familia Tephritidae.